# ビワコガタスジシマドジョウ
ビワコガタスジシマドジョウ（琵琶小型筋縞泥鰌、C. minamorii）は、琵琶湖周辺に生息するコガタスジシマドジョウの亜種。以前はスジシマドジョウ小型種琵琶湖型と呼ばれていた。タイプ産地は滋賀県高島市新旭の琵琶湖に近い水田地帯。

## 分布
ビワコガタスジシマドジョウは、琵琶湖固有種で、琵琶湖沿岸および周辺の内湖、農業用水路、流れの緩やかな平野部の細流の砂泥底に生息する。かつては琵琶湖全体で広くみられたが、現在は南湖で絶滅している。

## 形態
全長5-9cm。尾鰭には暗色斑があり、尾鰭の縁は灰色の斑で縁取られる。口髭は6本で短い。体の地色は淡い肌色や乳白色、淡黄色などのような感じ。尾鰭基底には黒点が横に2つある。ビワコガタスジシマドジョウはオオガタスジシマドジョウによく似た斑紋もつが、尾鰭基底の2個の黒点が上下に繋がって一つの斑紋になっている。また、オオガタスジシマドジョウのほうが大型。オオガタスジシマドジョウは、ビワコガタスジシマドジョウと分布域が重なるため、よく小型のオオガタスジシマドジョウとビワコガタスジシマドジョウが混同される。骨質盤は円形。胸鰭の第1分枝軟条は長く、細い。雌雄ともに黒い縦帯を体側にもち、繁殖期のオスは体側の模様が濃くはっきりとなる。

## 生態
繁殖期は5-7月の梅雨の時期で、水田、水路、細流などの一時的水域に大雨時に移動して産卵する。卵は泥底にばらまく。卵黄径は約0.8mmで、直径は約1.5mm。水温25度では約1-2日でふ化し、ふ化直後は開口しておらず、眼の色素はない。ふ化後1-2日で長い外鰓が発達する。ふ化後3-4日後には外鰓が退縮し、底をつついて食べ物を食べる。
稚魚は1ヶ月以上水田の中にとどまり、その後水路に移動する。オスは1年、メスは1-2年で成熟する。雑食性で、砂中にある、デトリタスや砂泥底に生息する小動物を砂ごと吸い込んで、砂だけを鰓から吐き出す。そのほか、藻類やユスリカなども食べる。

## 保存状況
環境省により絶滅危惧ⅠB類に指定された。河川改修、圃場整備、住宅地化などで環境は悪化し、本亜種は激減している。
絶滅危惧IB類 (EN)（環境省レッドリスト）